# Angarn
För andra betydelser, se Angarn (olika betydelser).
Angarn är kyrkbyn i Angarns socken i Vallentuna kommun i Uppland. SCB har för bebyggelsen i orten och bebyggelsen i grannbyn söderut Rörby, avgränsat en småort namnsatt till Angarn och Rörby (tidigare enbart Angarn). Orten ligger söder om Angarnssjöängen cirka 5 kilometer öster om Vallentuna.
Här ligger Angarns kyrka. 